# Pajeú do Piauí
Pajeú do Piauí is een gemeente in de Braziliaanse deelstaat Piauí. De gemeente telt 3.802 inwoners (schatting 2009).